# Lee's Summit
Lee's Summit est une ville du Missouri, dans les comtés de Cass et de Jackson.

## Personnalité liée à Lee's Summit
- Cole Younger (1844-1916)
- Jim Younger (1848-1902)
- Bob Younger (1853-1889)

tous les trois membres du gang James-Younger, y sont inhumés

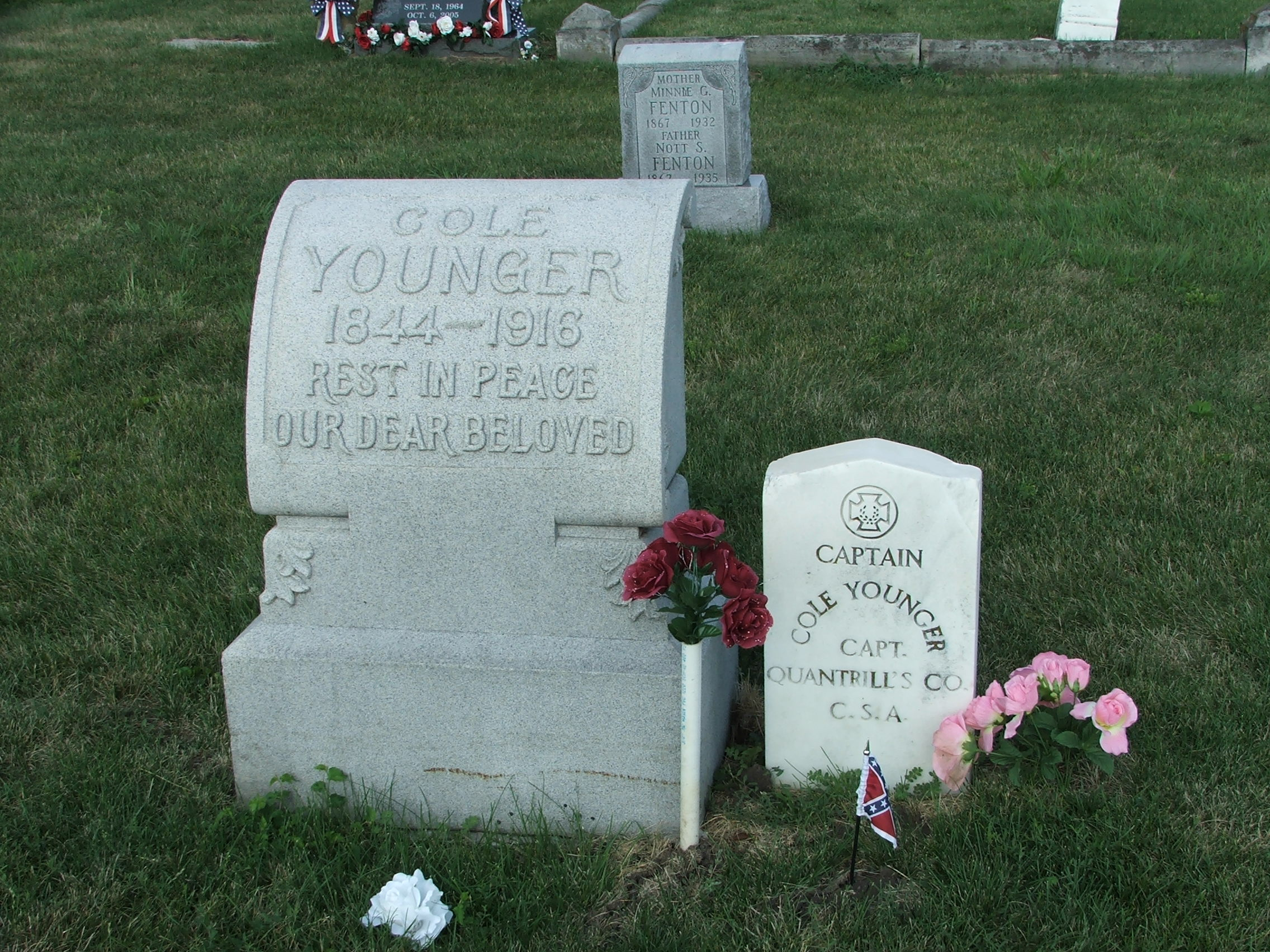
Tombe de Cole Younger à Lee's Summit

- Pat Metheny (1954-...) guitariste de jazz
- KC Lightfoot (1999-...), athlète américain, spécialiste du saut à la perche, finaliste des Jeux Olympiques d'été de 2020 à Tokyo.

pat Metheny musicien Jazz.